# Karin Tersteeg
Karin Tersteeg (30 januari 1987) is een Nederlandse voetbalster die uitkomt voor Be Quick '28. In het seizoen 2010/11 stond ze onder contract bij FC Zwolle.

## Carrièrestatistieken
| Seizoen         | Club            | Land            | Competitie      | Competitie | Competitie | Beker | Beker | Internationaal | Internationaal | Overig | Overig | Totaal | Totaal |
| Seizoen         | Club            | Land            | Competitie      | Wed.       | Dlp.       | Wed.  | Dlp.  | Wed.           | Dlp.           | Wed.   | Dlp.   | Wed.   | Dlp.   |
| --------------- | --------------- | --------------- | --------------- | ---------- | ---------- | ----- | ----- | -------------- | -------------- | ------ | ------ | ------ | ------ |
| 2010/11         | FC Zwolle       | Nederland       | Eredivisie      | 4          | 0          | 0     | 0     | –              | –              | –      | –      | 4      | 0      |
| Carrière totaal | Carrière totaal | Carrière totaal | Carrière totaal | 4          | 0          | 0     | 0     | 0              | 0              | 0      | 0      | 4      | 0      |